# 那珂川郵便局
那珂川郵便局（なかがわゆうびんきょく）は福岡県那珂川市にある郵便局である。民営化前の分類では無集配特定郵便局であった。

## 概要
住所：〒811-1241 福岡県那珂川市後野2-5-5
1997年（平成9年）10月まで、筑紫郡那珂川町後野95には集配普通郵便局の那珂川郵便局が設置され、郵便物集配業務及び窓口業務を行っていた。局舎の老朽・狭隘化の解消のため10月6日付で同局が福岡市南区屋形原3丁目に局舎を拡張新築して移転し、筑紫郵便局となるのに伴い、旧局舎所在地域の利便性を維持する観点から、同日付で旧局舎を活用し、名称も引き継いで無集配特定郵便局として当局が開設されることとなったもの。
その後、老朽化した旧局舎の代替として近隣の那珂川町後野22-1（住居表示実施後は後野2-5-5）に現局舎を新築し、2000年（平成12年）8月7日付で移転した。現局舎は窓口局としての業務に合わせた小規模の局舎となった。

## 沿革
- 1997年（平成9年）10月6日 - 旧那珂川郵便局の移転に伴い、旧局舎を活用して開設[2]。
- 2000年（平成12年）8月7日 - 後野22-1（住居表示実施後は後野2-5-5）に局舎を新築し移転[3]。
- 2007年（平成19年）10月1日 - 民営化。
- 2012年（平成24年）10月1日 - 日本郵便株式会社発足。

## 取扱内容
集配業務は行わず、窓口業務のみ行う。
- 郵便、印紙、ゆうパック、内容証明
- 貯金、為替、振替、振込、国債
- 生命保険、バイク自賠責保険
- ゆうちょ銀行ATM

## 周辺
- 那珂川市立那珂川中学校
- 那珂川市立那珂川北中学校
- 那珂川市立安徳北小学校
- 那珂川市立岩戸小学校
- 福岡県立福岡学園
- ミリカローデン那珂川
- 那珂川市役所

## アクセス
- 西鉄バス・那珂川市循環かわせみバス 現人橋停留所下車
- 駐車場あり: 4台